# Buccella (protista)
Buccella es un género de foraminífero bentónico de la familia Trichohyalidae, de la superfamilia Chilostomelloidea, del suborden Rotaliina y del orden Rotaliida. Su especie tipo es Eponides hannai. Su rango cronoestratigráfico abarca desde el Oligoceno hasta la Actualidad.

## Discusión
Clasificaciones más modernas incluyen Buccella en la familia Discorbidae de la superfamilia Discorboidea.

## Clasificación
Se han descrito numerosas especies de Buccella. Entre las especies más interesantes o más conocidas destacan:
- Buccella hannai
- Buccella lotella

Un listado completo de las especies descritas en el género Buccella puede verse en el siguiente anexo.